# Tatjana Schoenmaker
Tatjana Schoenmaker (født 9. juli 1997) er en sydafrikansk konkurrencesvømmer, der har specialiseret sig i brystsvømning.
Hun vandt en sølvmedalje i 100 meter brystsvømming under sommer-OL 2020.